# Delémont
Delémont (njemački: Delsberg) je glavni grad švicarskog kantona Jura.

## Stanovništvo
Grad ima 11 676 stanovnika (stanje na dan 31. prosinac 2011.)

## Vanjske poveznice
- Službene stranice grada (fr.)